# Benny Sjögren
Benny Sjögren, Per Erik Benny Sjögren, född 20 januari 1970, svensk pianist, basist, gitarrist och multiinstrumentalist bosatt i Ekerö utanför Stockholm. 2005 producerade han Billey Shamrocks album Som om någonting har hänt, och 2013 Billeys ljusa sida.  Julen 2005 släppte Benny en singel med egna låtar, vilken gavs ut av Anna Records i Stockholm. Benny spelade tidigare i ett flertal dansband på fester, bröllop och liknande.
Han kom år 2007 ut med en ny cd på svenska, "En i mängden som få", även den utgiven av Anna Records. Under 2012 medverkade Benny som sångare (bas) i Team Bagge i TV4:s Körslaget (i produktion av Meter).
I dagsläget turnerar han runt med sitt eget " Benny Guran One Man Band"
Där spelar han allt möjligt från 50-tal till nutid 
Facebook: benny guran one man band 2.0